# Gremlins
Gremlins (bra: Gremlins; prt: Gremlins - O Pequeno Monstro) é um filme americano de 1984, dos gêneros ficção científica, fantasia e comédia de terror, dirigido por Joe Dante para a Amblin Entertainment, com roteiro de Chris Columbus.

## Sinopse
No Natal, um inventor presenteia seu filho com um bichinho de estimação nada comum: um monstrinho chamado Gizmo, com a condição de que ele não fosse exposto ao sol nem à água e nem alimentado após a meia-noite. Simpático e inteligente, ele conquista a criança, mas acidentalmente acaba se molhando e produzindo cinco grotescas criaturas.

## Elenco
- Hoyt Axton - Rand Peltzer
- Don Steele - Ricky Rialto
- Scott Brady - Xerife Frank
- Arnie Moore - Alex
- Corey Feldman - Pete
- Harry Carey Jr. - Sr. Anderson
- Zach Galligan - Billy Peltzer
- Dick Miller - Murry Futterman
- Phoebe Cates - Kate Beringer
- Polly Holliday - Ruby Deagle
- Susan Burgess - Garota
- Keye Luke - Sr. Wing
- Judge Reinhold - Gerald
- John Louie - neto do Sr. Wing
- Jerry Goldsmith - Homem ao telefone